# Reinhard Tritscher
Reinhard Tritscher (Ramsau am Dachstein, 5 agosto 1946 – Ramsau am Dachstein, 20 settembre 2018) è stato uno sciatore alpino austriaco.

## Biografia
Sciatore polivalente, Reinhard Tritscher in Coppa del Mondo ottenne il primo risultato di rilievo, nonché primo podio, il 31 marzo 1968 piazzandosi 2º in slalom gigante a Rossland dietro al connazionale Herbert Huber e la prima vittoria il 12 gennaio 1969 a Wengen in slalom speciale: in quella stagione 1968-1969 fu 3º nella classifica generale e 2º in quella di slalom gigante, superato dal vincitore Karl Schranz di 9 punti. Partecipò agli XI Giochi olimpici invernali di Sapporo 1972, sua unica presenza olimpica, giungendo 31º nella discesa libera, 8º nello slalom gigante e non completando lo slalom speciale.
In Coppa del Mondo conquistò l'ultima vittoria il 10 dicembre 1972 a Val-d'Isère in discesa libera, salì per l'ultima volta sul podio il 13 gennaio 1973 classificandosi 3º nella medesima specialità a Grindelwald, alle spalle degli svizzeri Bernhard Russi e Roland Collombin, e ottenne l'ultimo piazzamento il 19 gennaio 1975 a Kitzbühel in combinata (8º); gli ultimi risultati della sua attività agonistica furono la medaglia d'oro nella combinata e quelle di bronzo nella discesa libera e nello slalom gigante vinte ai Campionati austriaci 1975. Morì il 20 settembre 2018 in un incidente alpinistico sullo Scheichenspitze presso la natia Ramsau am Dachstein; anche suo nipote Luis è uno sciatore alpino.

## Palmarès

### Coppa del Mondo
- Miglior piazzamento in classifica generale: 3º nel 1969
- 8 podi (5 in slalom gigante, 2 in discesa libera, 1 slalom speciale):
  - 4 vittorie (2 in slalom gigante, 1 in discesa libera, 1 slalom speciale)
  - 2 secondi posti
  - 2 terzi posti

#### Coppa del Mondo - vittorie
| Data             | Località      | Paese       | Specialità |
| ---------------- | ------------- | ----------- | ---------- |
| 12 gennaio 1969  | Wengen        | Svizzera    | SL         |
| 16 febbraio 1969 | Kranjska Gora | Jugoslavia  | GS         |
| 1º marzo 1969    | Squaw Valley  | Stati Uniti | GS         |
| 10 dicembre 1972 | Val-d'Isère   | Francia     | DH         |

Legenda:

DH = discesa libera

GS = slalom gigante

SL = slalom speciale

### Campionati austriaci
- 10 medaglie[1]:
  - 2 ori (slalom gigante nel 1968; combinata nel 1975)[2]
  - 4 argenti (combinata nel 1967; slalom gigante nel 1969; slalom speciale nel 1972; slalom gigante nel 1973)
  - 4 bronzi (slalom gigante, combinata nel 1971; discesa libera, slalom gigante nel 1975)